# Via Borgonuovo 4

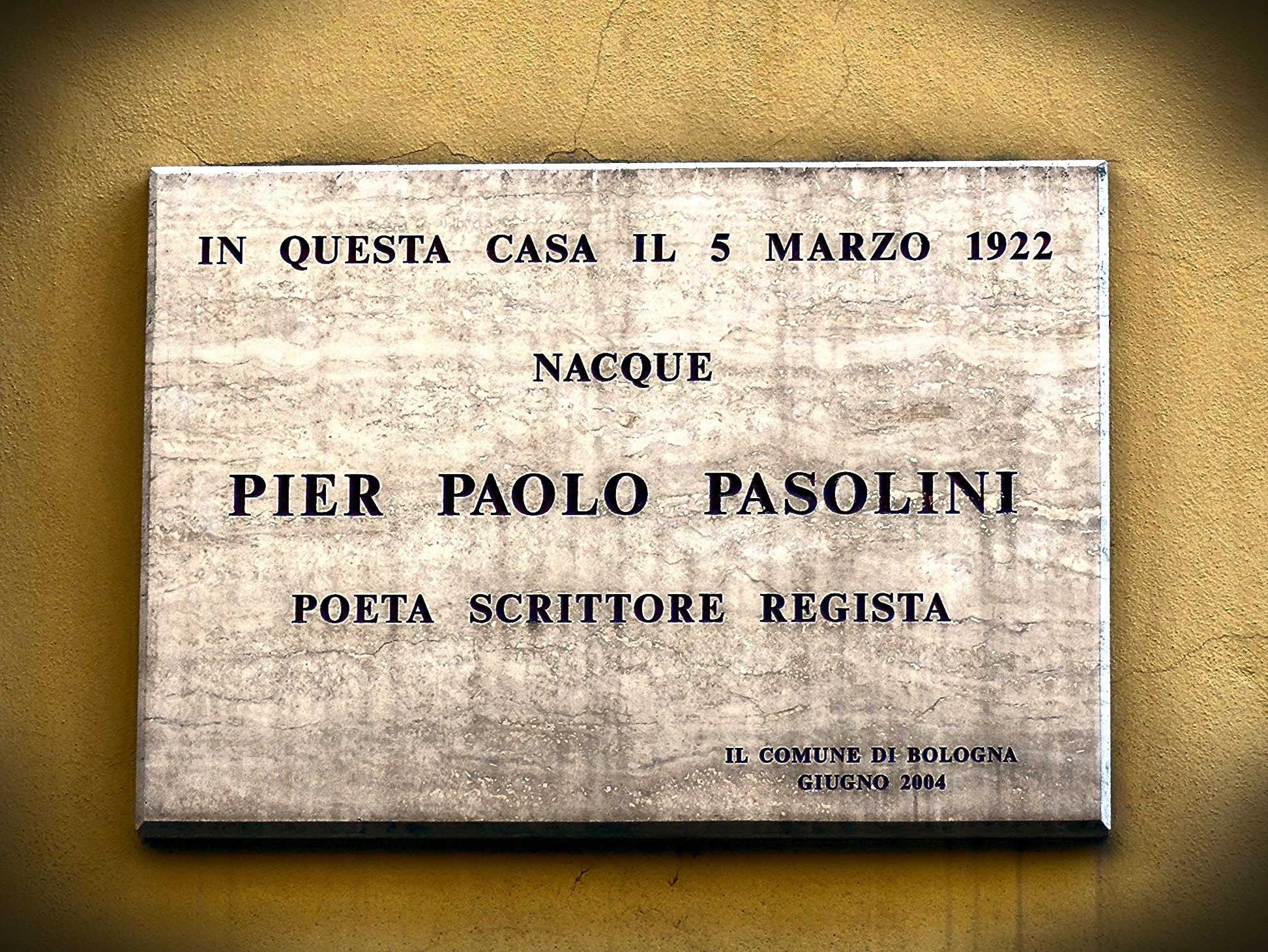
Eine Gedenktafel erinnert an Pier Paolo Pasolini

Das Haus Via Borgonuovo 4 ist ein viergeschossiges Mietshaus im historischen Zentrum der italienischen Stadt Bologna. In ihm wurde am 5. März 1922 der Dichter und Filmregisseur Pier Paolo Pasolini geboren.
Pasolini verbrachte in dem Haus die Jahre seiner Schulausbildung und seine Studienzeit an der Universität. Dort verfasste er seine ersten Gedichte und gründete 1955 zusammen mit Francesco Leonetti und Roberto Roversi die Zeitschrift Officina.
Heute ist das Haus teilweise von einer Kasernenunterkunft der Guardia di Finanza belegt. Im Juni 2004 wurde von der Stadtverwaltung Bologna eine Gedenktafel an der Fassade angebracht.